# Pseudastylopsis nebulosus
Pseudastylopsis nebulosus är en skalbaggsart som först beskrevs av Horn 1880.  Pseudastylopsis nebulosus ingår i släktet Pseudastylopsis och familjen långhorningar. Inga underarter finns listade i Catalogue of Life.